# Micubiši F1M
Micubiši F1M (japonsky: 零式水上観測機 Rei-šiki suidžó kansokuki, Pozorovací plovákový letoun typ 0, ve spojeneckém kódu Pete) byl celokovový jednomotorový pozorovací plovákový dvouplošník japonského císařského námořního letectva používaný za druhé světové války. Byl vyvinut pro službu z lodí japonského námořnictva, ze kterých startoval pomocí katapultu. Byl vyráběn v letech 1940–1944 a v počtu 1118 kusů. Kromě Japonska je používalo i letectvo Thajska.

## Vznik
Japonské námořní letectvo vydalo specifikace pro vývoj katapultovacích letounů nové kategorie v roce 1934 pod označením 10-ši. Obdržely je společnosti Aiči Kókúki, Kawaniši a Micubiši. Firma Kawaniši se soutěže neúčastnila, Aiči odpověděla typem AB-13 a Micubiši Ka-17. Oba stroje měly za pohonnou jednotku vybrán hvězdicový devítiválec Nakadžima Hikari 1 o výkonu 603 kW. Námořní letectvo vybralo ke stavbě návrh společnosti Micubiši a přidělilo mu typové označení F1M.

## Vývoj

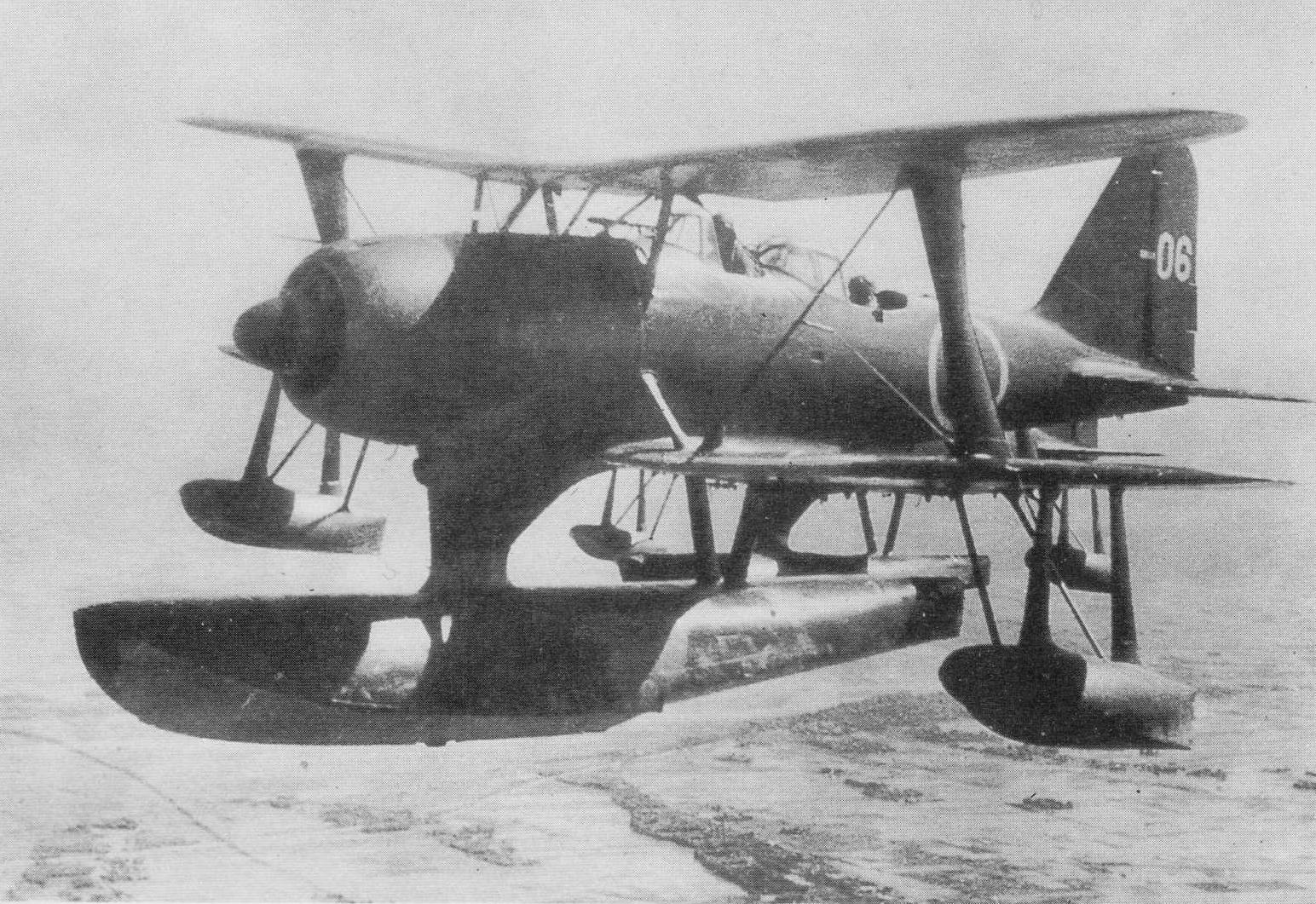
Micubiši F1M

Letoun, určený pro katapulty plavidel císařského námořnictva, měl být náhradou za tehdy do služby zaváděný průzkumný typ Nakadžima E8N „Dave“. V roce 1936 byly postaveny čtyři prototypy F1M1. Projekt byl později přepracován do podoby F1M2 se zvětšenou plochou SOP, zvětšilo se i vzepětí obou křídel, která již nebyla eliptická, ale lichoběžníková. Do výroby se tato varianta dostala v roce 1940.
Letoun byl jednomotorový dvouplošník s lichoběžníkovými křídly a s hlavním centrálním plovákem pod trupem a dvěma pomocnými plováky pod spodními křídly. F1M1 poháněl devítiválcový hvězdicový motor Nakadžima Hikari 1 o výkonu 820 hp. Verzi F1M2 poháněl dvouhvězdicový čtrnáctiválec Micubiši Zuisei 13 o maximálním výkonu 875 k (cca 644 kW). Posádka se skládala z pilota a zadního střelce, který mohl letoun bránit jedním 7,7mm kulometem vzor 92. Pilot měl k dispozici dvojici synchronizovaných kulometů vzor 97 ráže 7,7 mm nad motorem. Mimo to mohl letoun nést i dvě pumy po 60 kg na závěsnících pod spodním křídlem.
Několik strojů sloužilo i k výcviku s dvojím řízením, které se značily F1M2-K.

## Nasazení
Během války letoun používala řada lodí japonského námořnictva a byl používán pro řadu úkolů, jako je pozorování, průzkum, stíhání, doprovod konvojů, bombardování, protiponorkový boj, dopravu i záchranu posádek. Na ostrově Attu dokonce existovala stíhací jednotka letounů F1M. Typ byl používán až do konce druhé světové války.

## Lodě, nesoucí F1M
- Nosiče hydroplánů: Kimikawa Maru, Kijokawa Maru, Kunikawa Maru, Sagara Maru, Sanuki Maru a Sanjó Maru.
- Bitevní lodě: Fusó, Hiei, Kirišima, Kongó, Musaši, Mucu, Nagato, Jamato
- Těžké křižníky: Aoba, Ašigara, Atago, Haguro, Kinugasa, Maja, Mjókó, Nači, Takao[1]

## Varianty
- F1M1 - 4 prototypy
- F1M2 - hlavní verze, dvoumístný průzkumný letoun
- F1M2-K - dvoumístný cvičný letoun, několik desítek[1]

## Specifikace (F1M2)

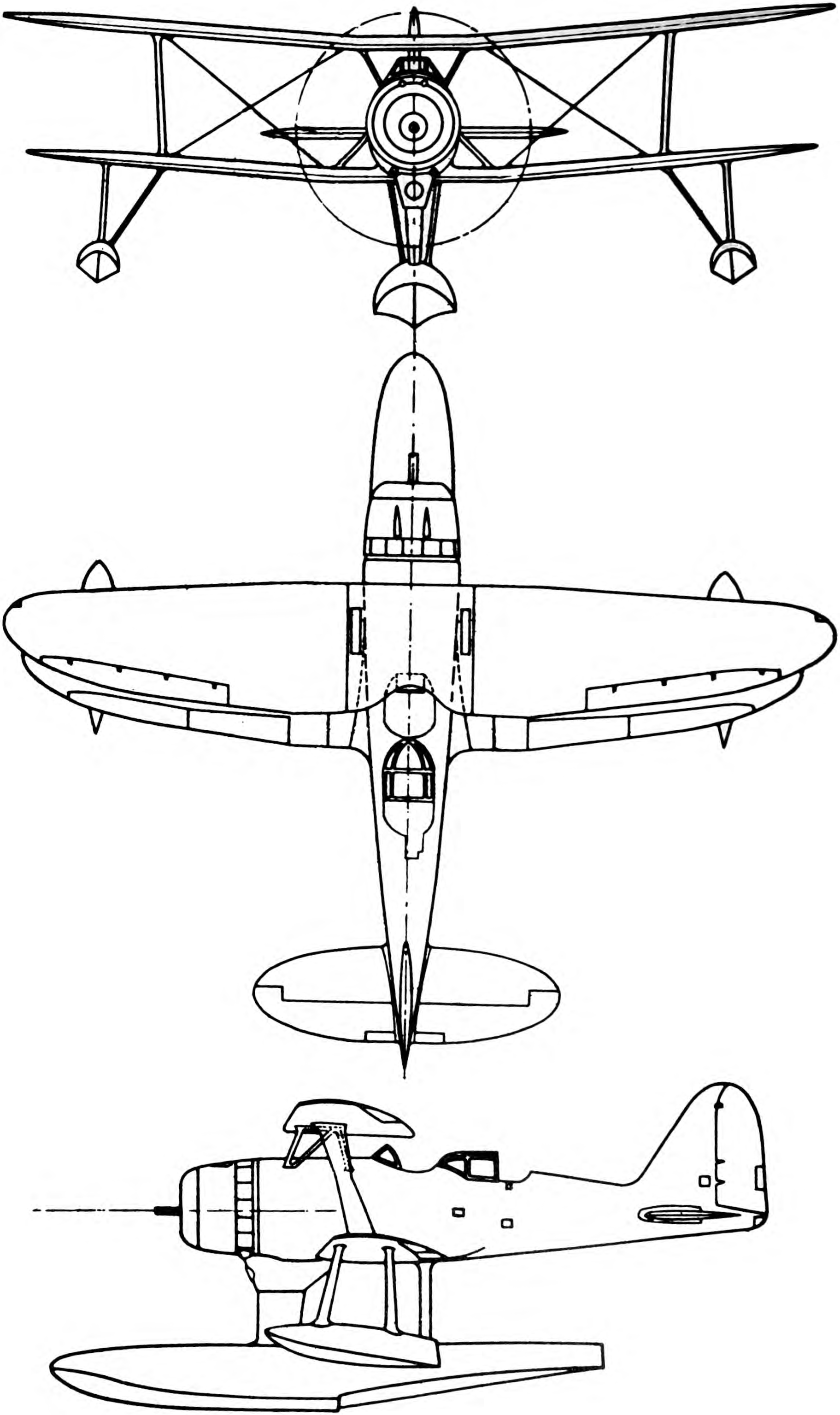
Třípohledový nákres F1M

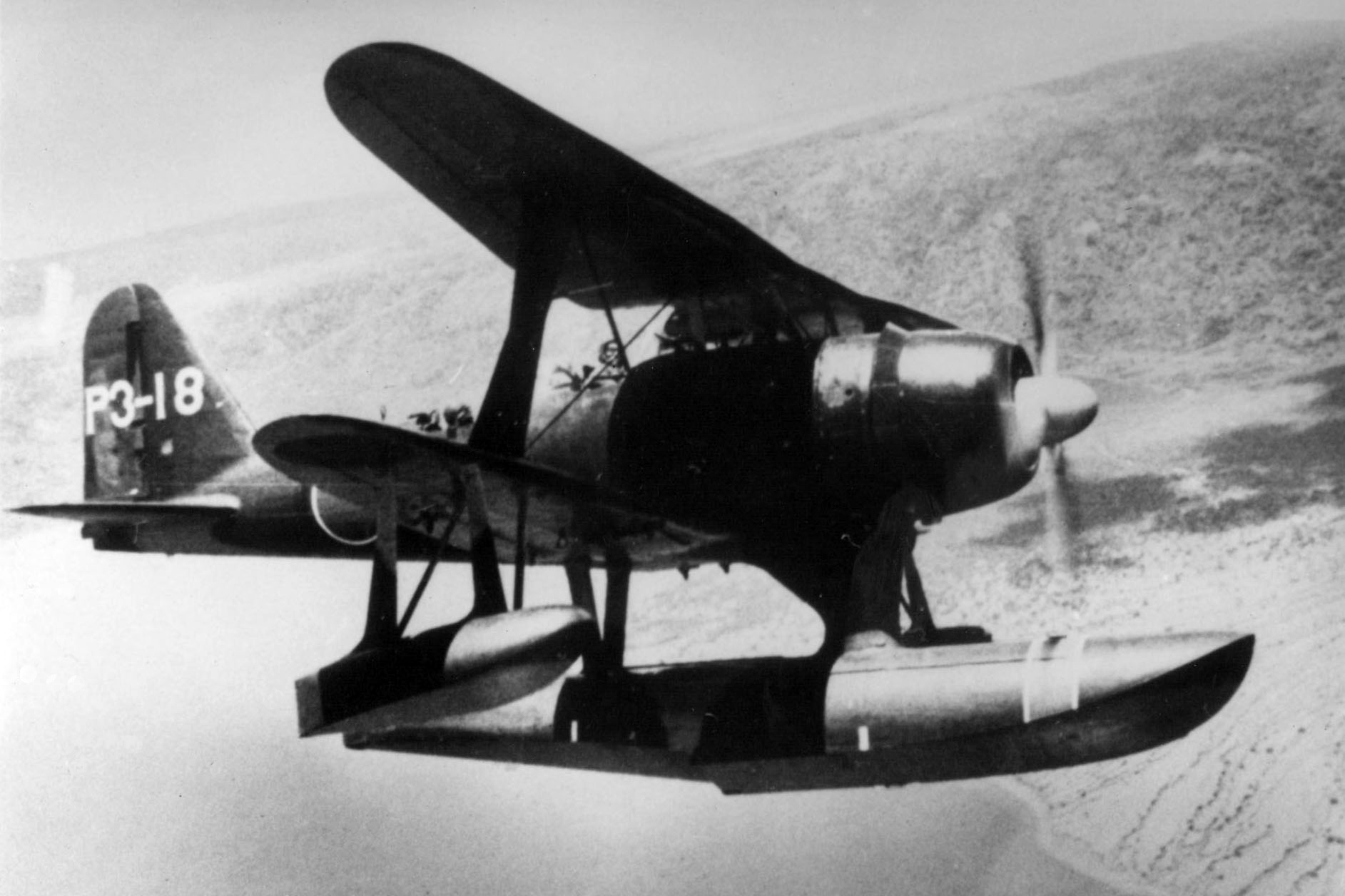
Micubiši F1M1 nad Rabaulem

### Technické údaje
- Osádka: 2 (pilot a pozorovatel)
- Rozpětí: 11,00 m
- Délka: 9,50 m
- Výška: 4,00 m
- Nosná plocha: 29,54 m²
- Hmotnost prázdného letounu: 1928 kg
- Vzletová hmotnost: 2550 kg
- Max. vzletová hmotnost: 2856 kg
- Pohonnou jednotka: 1 × vzduchem chlazený dvouhvězdicový čtrnáctiválec Micubiši Zuisei 13 o maximálním výkonu 875 k (cca 644 kW)

### Výkony
- Maximální rychlost: 370 km/h
- Cestovní rychlost: 193 km/h
- Dostup: 9440 m
- Čas výstupu do 5000 m: 9 min 36 sec
- Dolet: 740 km

### Výzbroj
- 2 × synchronizovaný kulomet Typ 97 ráže 7,7 mm
- 1 × pohyblivý kulomet Typ 92 ráže 7,7 mm
- 2 × 60kg puma